# Lygurus townesi
Lygurus townesi là một loài tò vò trong họ Ichneumonidae.